# Vepris hanangensis
Vepris hanangensis är en vinruteväxtart som först beskrevs av Kokwaro, och fick sitt nu gällande namn av W. Mziray. Vepris hanangensis ingår i släktet Vepris och familjen vinruteväxter. Utöver nominatformen finns också underarten V. h. unifoliolata.